# 1988 год в компьютерных играх

## Выпуски игр
- Capcom выпустила на японский рынок Mega Man 2, ставшую бестселлером и проданную общим количеством 1,5 миллиона копий. По версии издания Nintendo Power Mega Man 2 занимает 33-е место в его списке Top 200 Nintendo Games Ever.
- SSI выпустила Pool of Radiance, первую в истории CRPG, основанную на правилах AD&D.
- Nintendo адаптирует Yume Kōjō:Doki Doki Panic и выпускает её на североамериканском рынке как Super Mario Bros 2 (в Японии игра будет издана в 1992 году под именем Super Mario USA, оригинальный вариант Super Mario Bros. 2 позднее будет издан за пределами Японии под названием Super Mario Bros.: The Lost Levels).
- Nintendo выпускает на японский рынок Super Mario Bros. 3; на североамериканский и европейский рынки — Zelda II: The Adventure of Link.

## Технологии
- 29 октября Sega выпускает на японском рынке телевизионную игровую приставку Sega Mega Drive.

## Индустрия
- Образованы компании: Koeo Co., Ltd., Visual Concepts, Stormfront Studios, Walt Disney Computer Software, Eurocom, Kaga Create.
- Прошла первая конференция разработчиков компьютерных игр (Game Developers Conference) в Сан-Хосе, присутствовало 27 участников.